# Bonsai Kitten
Bonsai Kitten là trang web lừa bịp tuyên bố sẽ hướng dẫn độc giả cách nuôi mèo con trong lọ, để nặn xương của mèo con thành hình dạng của lọ khi mèo lớn lên giống như cách trồng cây cảnh. Trang web này được một sinh viên MIT mang bí danh là Tiến sĩ Michael Wong Chang tạo ra. Bonsai Kitten đã tạo ra cơn thịnh nộ khiến cho  nhiều người coi đây là chuyện nghiêm trọng và phàn nàn với các tổ chức bảo vệ quyền động vật, đến mức còn bị một số tổ chức như Snopes.com và Hội Nhân đạo Hoa Kỳ vạch trần.

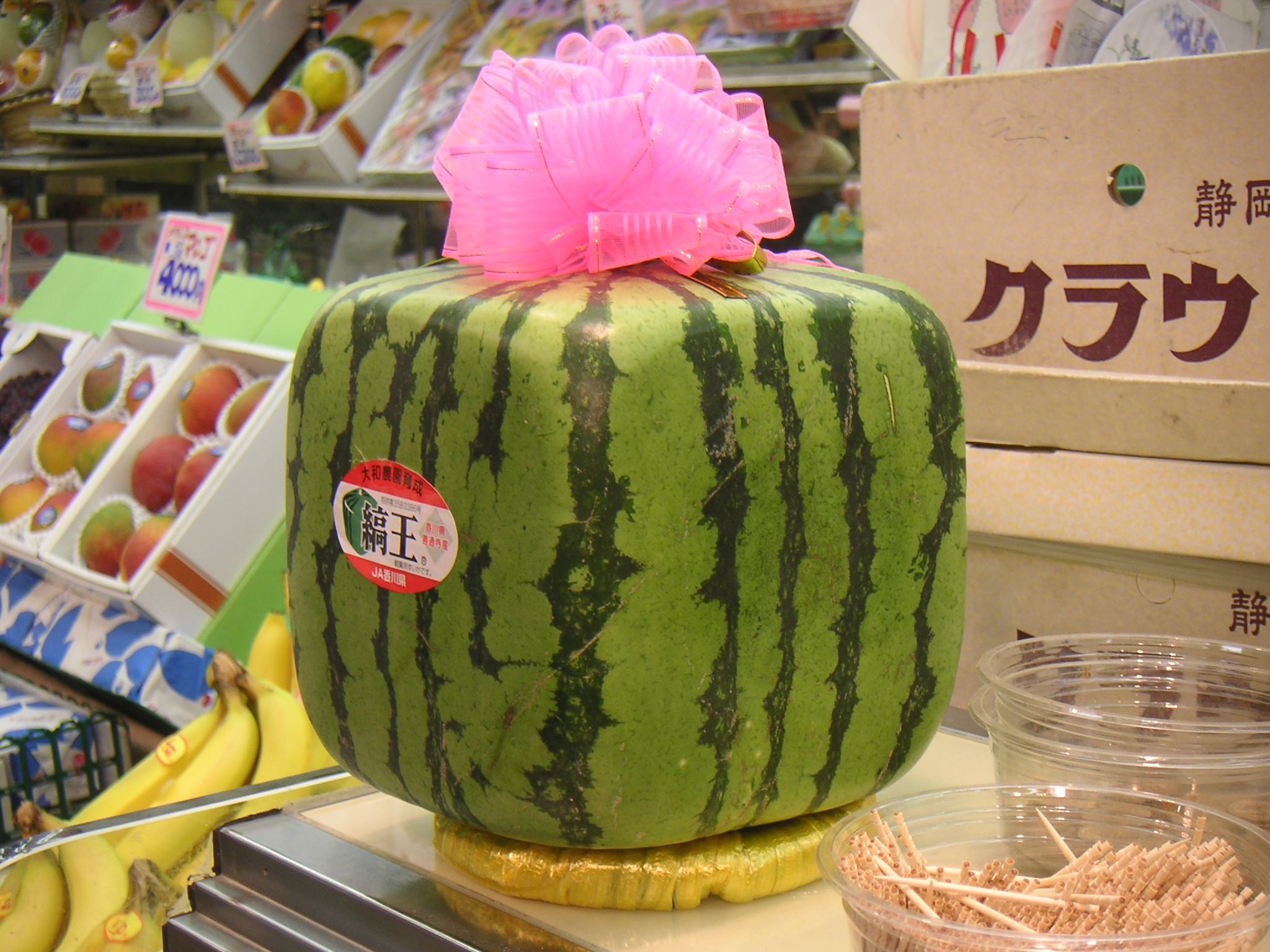
Dưa hấu hình khối. Quả dưa hấu hình khối sau đó được người tạo trang web cho là có ảnh hưởng trong việc gầy dựng BonsaiKitten.com. Dưa hấu hình lập phương được trồng trong lọ sao cho thành hình vuông.

Hình ảnh của BonsaiKitten.com cho thấy những chú mèo con trong lọ, được trình bày như những ví dụ thực tế về "nghệ thuật đã mất" như được mô tả trên trang web Bonsai Kitten. Theo "Tiến sĩ Chang", điều giả mạo này là thế giới ngày càng coi thiên nhiên như một loại hàng hóa, vì vậy một trang web như vậy rất có thể có nhu cầu. Điều giả mạo đã thu hút sự chú ý trên quy mô lớn khi "trang web kinh khủng trong ngày" vào ngày 22 tháng 12 năm 2000, liên tục bị các tổ chức bảo vệ quyền động vật lên án nặng nề, và sau khi hàng trăm người phàn nàn với họ hàng ngày, họ tuyên bố rằng ngay cả khi Bonsai Kitten là một sự giả mạo thì nó vẫn "khuyến khích thói ngược đãi động vật".
Trang chủ được giới thiệu trên trang web evil.com đã gây tranh cãi đáng kể và bị xóa bỏ ngay lập tức. Những tuyên bố ban đầu của hội nhóm nhân đạo chỉ trích trang web này nhằm "khuyến khích sự lạm dụng" đã khiến giới chức địa phương tiến hành điều tra, cùng với thông báo của FBI rằng họ sẽ điều tra trò lừa bịp này. Việc truy tố trang web của FBI đã được các nhà hoạt động vì động vật hoan nghênh, nhưng lại bị các cơ quan quản lý web chỉ trích. FBI đã ủng hộ việc điều tra Bonsai Kitten bằng cách sử dụng luật do Tổng thống Bill Clinton ký năm 1999. Cuộc tấn công vào trang web BonsaiKitten.com có tác dụng thay thế trang web này để rồi nó lại tìm thấy một ISP mới hai lần nữa, trước khi được lưu trữ vĩnh viễn trên các máy chủ Rotten.com. Vì trang web vẫn được lưu giữ qua vài bản sao lưu nên nó vẫn tiếp tục đón nhận khiếu nại từ các nhà hoạt động vì động vật.